# 普什卡爾內
49°47′20″N 36°52′24″E / 49.78889°N 36.87333°E
普什卡爾內（烏克蘭語：Пушкарне）是位於烏克蘭東部的村莊，由哈爾科夫州丘胡伊夫区的奇卡洛夫斯凱市鎮負責管轄。該村始建於1795年，面積0.34平方公里，海拔高度123米，2001年人口63。